# Solanum nemophilum
Solanum nemophilum är en potatisväxtart som beskrevs av Ferdinand von Mueller. Solanum nemophilum ingår i släktet skattor som ingår i familjen potatisväxter. Inga underarter finns listade i Catalogue of Life.